# Беркешши, Элемер
Элеме́р Беркешши Цёйи (венг. Berkessy Cöji Elemér; 20 июня 1905, Орадя — 7 июля 1993, Барселона), иногда называемый Эми́лио Беркешши (венг. Berkessy Emílió) — румынский и венгерский футболист, полузащитник. После завершения игровой карьеры работал тренером.

## Карьера
Прадед Беркешши был личным садовником венгерского поэта Эндре Ади; более того, он сам лично был знаком с поэтом. Он начал свою карьеру в 1921 году в клубе «Орадя». Затем играл за клубы УКАС, с которым дошёл до финала чемпионата Румынии, «Бихорул», «Фулджерул» и «Жьюл». В январе 1928 года он перешёл в венгерский клуб «Ференцварош», в котором дебютировал 7 июня 1928 года в матче с «Печ-Баранией», 10 июня он сыграл свой первый матч в чемпионате Венгрии против «Башти». В первом же сезоне в клубе он выиграл чемпионат и Кубок Венгрии, а также Кубок Митропы. Беркешши выступал за «Ференцварош» ещё 4 сезона, проведя 85 матчей и забив 7 голов, из них 24 матча в чемпионате, 7 матчей в Кубке страны, 10 встреч в международных турнирах, две игры в прочих внутренних соревнованиях и ещё 42 матча и 7 голов в товарищеских играх. 12 июня 1932 года он провёл последний матч в чемпионате Венгрии против «Будаи 11», а 19 июня сыграл последнюю встречу за «Ференцварош» с командой «Граджянски».
В 1932 году Беркешши перешёл во французский клуб «Расинг». Причиной ухода футболиста стала травма: пока Беркешши восстанавливался от её последствий, его место в основе занял Дьюла Лазар, который полностью вытеснил Элемера из основного состава.
Из-за серьезных травм я не мог долго играть. Между тем, я видел Дьюлу Лазара, который был в запасе, но затем занял мое место. Если я вылечусь [от травмы], я подумал, что не смогу с ним бороться [за место на поле]. Поэтому я начал учить французский язык, готовясь к профессиональной карьере за рубежом. Когда я уже был в порядке, я смог провести тестовую игру за «Расинг» из Парижа. Я выступал против «Аякса» и смог забить два мяча.
«Расинг» заплатил венгерскому клубу сумму в 10 тыс пенгё, чтобы футболист смог выступать во Франции два сезона. По их окончании Беркешши заинтересовалась испанская «Барселона». Их наблюдатели просмотрели полузащитника в матче с «Ниццей» и сразу по окончании встречи предложили контракт с заработной платой в два раза превышавшей его заработок в «Расинге». Сама каталонская команда заплатила за его трансфер обоим клубам 120 тыс пёнге. Он дебютировал в составе команды 16 декабря в матче с «Реал-Сосьедадом». 24 марта 1935 года Элемер забил первый мяч за клуб, поразив ворота «Эспаньола». За «Барсу» Беркешши сыграл 28 матчей и забил 3 гола, по другим данным 58 матчей и 7 голов. 19 апреля 1926 года полузащитник провёл последний матч за «сине-гранатовых» против клуба «Эркулес»; в нём же венгр забил последний мяч в составе команды. Последним клубом в карьере Элемера стал «Гавр».
В 1938 году Беркешши возвратился в Венгрию. Первоначально он хотел открыть аптеку, но затем возвратился в футбол, став главным тренером сначала «Сентлёринца», а затем «Татабаньи». Затем он тренировал «Шальготарьян» и клуб «Сегеди Вашуташ», где провёл 4 года. Летом 1944 года Беркешши возглавил «Ференцварош», тренируя клуб во время военного чемпионата. 13 августа команда провела первый матч под руководством Элемера и в нём победила «Чепель» со счётом 2:1. 17 декабря того же года «Ференцварош» сыграл последний матч с Беркешши во главе и проиграл МАВАГу. Всего под его руководством клуб сыграл 17 матчей. Затем он с 1946 по 1947 год тренировал клуб «Сегеди АК».
В 1947 году Беркешши уехал в Италию, в 15-м туре сезона 1947/1948 возглавив «Виченцу», с которой занял предпоследнее место в чемпионате и вылетел в серию В. По ходу следующего сезона он был уволен, а его место занял другой венгр — Вильмаш Вильхельм. В 1949 году он должен был, по собственному признанию, занять место главного тренера клуба «Торино». Он даже обговорил это со директором клуба. Но спустя неделю произошла авиакатастрофа, в результате которой погибла вся команда и большая часть менеджерского состава. Он остался в Италии, где тренировал маленькие клубы «Биеллезе», «Про Патрия» и «Розиньяно».
В 1951 году он уехал в Испанию, где стал первым иностранным тренером в истории «Сарагосы». Клуб под его руководством 33 матча, в которых 9 раз победил, 5 сыграл вничью и 19 раз проиграл. После увольнения из «Сарагосы», он возглавил клуб «Реал Авилес», выступавший во втором дивизионе. Клуб с ним во главе сыграл 22 матча, выиграв 12, 4 сведя вничью и 6 проиграв. В 1954 году он возглавил английский клуб «Гримсби Таун», где также стал первым иностранным тренером не только в истории клуба, но и в истории чемпионата Англии. Но спустя три месяца был вынужден покинуть клуб, получив отказ в разрешении на работу. Затем он возглавлял клуб «Беерсхот», откуда ушёл в «Эспаньол». Этот клуб он возглавлял на протяжении сезона 1957/1958, заняв 8 место. Последним клубом в карьере Беркешши стал «Сабадель», который он тренировал в 1958 году на протяжении 14 игр.
После завершения тренерской карьеры, Беркешши купил в Бельгии патент на производство специальных поршневых колец для автомобилей. Он открыл производство, но его компания проиграла конкуренцию «больших» фирм и закрылась. Он поселился в Барселоне, где и умер в 1993 году.

### Международная
| Матчи Элемера Беркешши за сборную Венгрии | Матчи Элемера Беркешши за сборную Венгрии | Матчи Элемера Беркешши за сборную Венгрии | Матчи Элемера Беркешши за сборную Венгрии | Матчи Элемера Беркешши за сборную Венгрии | Матчи Элемера Беркешши за сборную Венгрии | Матчи Элемера Беркешши за сборную Венгрии |
| ----------------------------------------- | ----------------------------------------- | ----------------------------------------- | ----------------------------------------- | ----------------------------------------- | ----------------------------------------- | ----------------------------------------- |
| №                                         | Дата                                      | Место проведения                          | Оппонент                                  | Счёт                                      | Голы                                      | Турнир                                    |
| 1                                         | 1 ноября 1928                             | Будапешт                                  | Швейцария                                 | 3:1                                       | —                                         | Кубок Центральной Европы                  |
| 2                                         | 24 февраля 1929                           | Париж                                     | Франция                                   | 0:3                                       | —                                         | Товарищеский матч                         |
| 3                                         | 1 июня 1930                               | Будапешт                                  | Австрия                                   | 2:1                                       | —                                         | Товарищеский матч                         |
| 4                                         | 8 июня 1930                               | Будапешт                                  | Нидерланды                                | 6:2                                       | —                                         | Товарищеский матч                         |
| 5                                         | 21 сентября 1930                          | Вена                                      | Австрия                                   | 3:2                                       | —                                         | Товарищеский матч                         |
| 6                                         | 28 сентября 1930                          | Дрезден                                   | Германия                                  | 3:5                                       | —                                         | Товарищеский матч                         |
| 7                                         | 26 октября 1930                           | Будапешт                                  | Австрия                                   | 1:1                                       | —                                         | Товарищеский матч                         |

## Достижения
- Чемпион Венгрии: 1927/1928, 1931/1932
- Обладатель Кубка Венгрии: 1928
- Обладатель Кубка Митропы: 1928